# Danger à l'université
 (août 2025).
Pour plus de détails, voir Fiche technique et Distribution.
Danger à l'université (The George McKenna Story) est un téléfilm américain réalisé par Eric Laneuville, sorti en 1986.

## Synopsis
George McKenna est nommé principal d'un lycée à problèmes de Los Angeles.

## Fiche technique
- Titre : Danger à l'université
- Titre original : The George McKenna Story
- Autre titre : Hard Lessons
- Réalisation : Eric Laneuville
- Scénario : Charles Eric Johnson
- Musique : Herbie Hancock
- Photographie : Isidore Mankofsky
- Montage : Robin Wilson
- Production : Linda Otto
- Société de production : Landsburg Company
- Pays :  États-Unis
- Genre : Biopic et drame
- Durée : 100 minutes
- Première diffusion : 
  -  États-Unis : 11 novembre 1986
  -  France : 1er août 1988

## Distribution
- Denzel Washington : George McKenna
- Lynn Whitfield : Bobbie Maxwell
- Akosua Busia : Cynthia Byers
- Richard Masur : Ben Proctor
- Ray Buktenica : Alan Keith
- Virginia Capers : Margaret Wright
- Barbara Townsend : Aura Kruger
- Israel Juarbe : Miguel
- J.A. Preston : M. McKenna
- Bill Henderson : Goodman
- Earl Billings : M. Rogers
- Brent Jennings : M. Jackson
- Terrance Ellis : Robert Norris
- Michael C. Matthews : E. J.
- Ken Sagoes : Mark Rogers
- Dion : Kelly
- Gary Moody : Delroy
- Debra Artis : Wilma
- Irma P. Hall

## Distinctions
Le film a remporté un Christopher Award dans la catégorie Television Specials en 1987.